# Deutschland Cup 2010
21. ročník hokejového turnaje Deutschland Cup se konal od 12. do 14. listopadu 2010 v Mnichově. Vyhrála jej hokejová reprezentace Německa.

## Výsledky
| 12. listopadu 2010 16:15 | Švýcarsko | 2:0 (0:0, 1:0, 1:0) | Slovensko | Olympiahalle, Mnichov Návštěvnost: 7 500 |  |

| Přehled                                    |
| 38:03 Julien Sprunger 50:05 Damien Brunner |

| 12. listopadu 2010 20:00 | Německo | 4:3 (3:0, 1:3, 0:0) | Kanada | Olympiahalle, Mnichov Návštěvnost: 7 500 |  |

| Přehled                                                                         |                                                                                 |  |                                                            |
| 8:22 Patrick Hager 12:04 Kai Hospelt 14:56 Alexander Weiss 33:50 Patrick Reimer | 8:22 Patrick Hager 12:04 Kai Hospelt 14:56 Alexander Weiss 33:50 Patrick Reimer |  | 27:48 Nathan Robinson 28:40 Tyler Bouck 33:26 Mario Scalzo |

| 13. listopadu 2010 15:45 | Slovensko | 3:2 P (1:0, 1:0, 0:2, 1:0) | Německo | Olympiahalle, Mnichov Návštěvnost: 7 100 |  |

| Přehled                                                    |                                                            |  |                                     |
| 19:03 Roman Tománek 33:27 Marek Haščák 61:34 Radovan Somík | 19:03 Roman Tománek 33:27 Marek Haščák 61:34 Radovan Somík |  | 43:15 Kai Hospelt 51:35 Kai Hospelt |

| 13. listopadu 2010 19:30 | Švýcarsko | 2:1 P (1:0, 0:1, 0:0, 1:0) | Kanada | Olympiahalle, Mnichov Návštěvnost: 5 000 |  |

| Přehled                                   |                                           |  |                     |
| 19:30 Damien Brunner 64:59 Damien Brunner | 19:30 Damien Brunner 64:59 Damien Brunner |  | 20:45 Adam Mitchell |

| 14. listopadu 2010 16:30 | Kanada | 3:2 SN (1:1, 1:0, 0:1, 0:0) | Slovensko | Olympiahalle, Mnichov Návštěvnost: 5 000 |  |

| Přehled                                                               |                                                                       |  |                                      |
| 4:28 Lee Goren 22:28 Craig MacDonald rozhodující nájezd Adam Mitchell | 4:28 Lee Goren 22:28 Craig MacDonald rozhodující nájezd Adam Mitchell |  | 13:41 Rudolf Huna 53:12 Marcel Hossa |

| 14. listopadu 2010 20:15 | Německo | 2:1 (0:0, 1:1, 1:0) | Švýcarsko | Olympiahalle, Mnichov Návštěvnost: 6 500 |  |

| Přehled                                |                                        |  |                      |
| 38:55 Simon Danner 45:38 Daniel Pietta | 38:55 Simon Danner 45:38 Daniel Pietta |  | 33:12 Kevin Lötscher |

## Konečná tabulka
| Poř. | Tým       | Z | V | VP | PP | P | Skóre | B |
| ---- | --------- | - | - | -- | -- | - | ----- | - |
| 1.   | Německo   | 3 | 2 | 0  | 1  | 0 | 8:7   | 7 |
| 2.   | Švýcarsko | 3 | 1 | 1  | 0  | 1 | 5:3   | 5 |
| 3.   | Kanada    | 3 | 0 | 1  | 1  | 1 | 7:8   | 3 |
| 4.   | Slovensko | 3 | 0 | 1  | 1  | 1 | 5:7   | 3 |

## Soupisky týmů
1.  Německo 

Brankáři: Patrick Ehelechner, Dennis Endras.

Obránci: Denis Reul, Justin Krueger, Rainer Köttstorfer, Benedikt Kohl, Felix Petermann, Frank Hördler, Florian Kettemer, Nikolai Goc, Moritz Müller.

Útočníci: Jerome Flaake, Michael Wolf, Kai Hospelt, Frank Mauer, Patrick Reimer, Martin Buchwieser, Patrick Hager, Simon Danner, Alexander Weiss, Marcus Kink, Daniel Pietta, Philip Gogulla, Martin Schymainski.
2.  Švýcarsko 

Brankáři: Benjamin Conz, Leonardo Genoni, Daniel Manzato.

Obránci: Patrick Geering, Tim Ramholt, Simon Lüthi, Félicien Du Bois, Rafael Diaz, John Gobbi, Jonathan Mercier, Eric Blum, David Jobin, Phillippe Furrer, Patrick Von Gunten, Robin Grossmann.

Útočníci: Tristan Vauclair, Paul Savary, Janick Steinmann, Simon Bodenmann, Etienne Froidevaux, Reto Suri, Gianni Ehrensperger, Fabian Schnyder, Caryl Neuenschwander, Dino Wieser, Kevin Lötscher, Denis Hollenstein, Andrei Bykov, Simon Moser, Julien Sprunger, Kevin Romy, Pascal Berger, Damien Brunner.
3.  Kanada 

Brankáři: Jean-Sebastian Aubin, Fred Brathwaite.

Obránci: Paul Manning, Sean Blanchard, Jame Pollock, Mario Scalzo, Connor James, Derrick Walser, Thomas-James Kemp, Stephane Julien, Richie Regehr.

Útočníci: Nathan Robinson, Craig MacDonald, Norm Milley, Eric Schneider, Tyler Beechey, Tyler Bouck, Lee Goren, Matt Dzieduszycki, Derek Hahn, Adam Mitchell, Jason Ulmer.
4.  Slovensko 

Brankáři: Július Hudáček, Branislav Konrád.

Obránci: Marek Ďaloga, Michal Sersen, Dominik Graňák, Tomáš Starosta, Branislav Mezei, Richard Lintner, Peter Mikuš, Marek Biro.

Útočníci: Roman Tománek, Rudolf Huna, Martin Bartek, Peter Ölvecký, Michal Macho, Richard Zedník, Rastislav Špirko, Ivan Čiernik, Marek Zagrapan, Radovan Somík, Marcel Hossa, Michal Kokavec, Branko Radivojevič.